# Серафимович Василь
Василь Серафимович (пол. Wasyl Serafymowycz; 11.10.1893 — 11.12.1969) — педагог, громадсько-політичний діяч українського походження, депутат Сейму ІІІ каденції Польської Республіки від Безпартійного блоку співпраці з урядом.

## Життєпис
Народився 11 жовтня 1893 року у Хомську, який на той час належав Російській імперії. Він був сином Олександра Серафимовича.
У 1898—1914 роках жив у Варшаві. Закінчив Варшавський університет. Спочатку працював учителем у Холмі та Любліні. У 1915 році, під час Першої світової війни був призваний до російської армії. Згодом служив і воював в армії УНР під командуванням Симона Петлюри. У 1920 році демобілізувався і повернувся до роботи вчителем. 28 серпня 1918 року у Кременці він одружився з Ольгою, уродженою Макаревич (народилася 29 грудня 1898 року в Білокриниці), з якою мав доньку Олену, яка народилася в Рудці 1924 року, та сина Ростислава, який народився в Бережцях у 1930 р. З 1927р жив і працював у Кременецькому повіті. Спочатку у містечку Бережці біля Кременця він був учителем, а потім директором початкової школи.
Як політичний активіст, був одним з лідерів політики толерантних польсько-українських відносин. У 1928 р. під час виборів до Сейму Другої Речі Посполитої за рекомендацією волинського воєводи Генрика Юзевського він був кандидатом у депутати від позапартійного блоку співпраці з урядом, але на той час не отримав місця. У 1930 р. районними зборами в Кременці він був обраний членом окружної виборчої комісії Кременця. На виборах до Сейму в листопаді 1930 р. отримав депутатський мандат за Списком № 1 Безпартійний блок співпраці з урядом виборчий округ № 58 (Кременець). У 1931 р. він взяв участь у зборах української парламентської збірної Волині в Українському клубі «Рідна хата» у Луцьку. У 1931 р. він був одним із співзасновників партії Волинське Українське Об'єднання. У 1931—1932 роках брав участь у створенні товариства захисників православної освіти і захисту православних традицій ім. митрополита Петра Могили. Працював у Волинській Спілці сільської молоді і з 1931 р. був членом Ради інструктора гуртка сільської молоді Кременецького повіту. Інформація про Голодомор в Україні спонукала його 1933 року взяти участь у створенні Волинської громадської організації для допомоги голодуючим.. Разом з дружиною Ольгою був одним із засновників товариства, зареєстрованого Волинським воєводою в Луцьку 19 квітня 1934 року під назвою «Українське доброчинне товариство в Кременці» з осідком у Кременці. У 1934 р. він був обраний віце-мером Кременця. Він обіймав цю посаду і в 1936 р. і в 1939 р.. У 1941 р. він став завідувачем відділу державної освіти у Вінницької області. З його ініціативи у вересні 1941 року, вже після окупації України нацистською Німеччиною, відновив свою діяльність Вінницький педагогічний інститут. Він працював професором цього інституту. У 1941 році відредагував і видав книгу «Священна історія Нового Завіту».
Після закінчення Другої світової війни в 1945 р. Василь Серафимович потрапив до табору для переміщених осіб, організованого UNRRA в містечку Ноймаркт поблизу Нюрнберга (Німеччина) на місці колишнього німецького нацистського Дулагу. Василь Серафимович був одним із організаторів і директором української гімназії в таборі UNRRA в Ноймаркті. Він також був вчителем історії. Гімназія діяла з вересня 1945 року по липень 1949 року. 19 липня 1949 року табір Ноймаркт був ліквідований, а його мешканці переведені до інших таборів. Василя Серафимовича перевели до табору в Ландсгуті. У травні 1950 року разом із дружиною Ольгою та сином Ростиславом Василь емігрував до Сполучених Штатів Америки. Спочатку він жив і працював у Сент-Полі, столиці Міннесоти. Був одним із фундаторів Української Православної Церкви Святих Володимира і Ольги у Сент-Павлі. У 1950—1954 рр. був диригентом церковного хору парафії святих Володимира і Ольги в Сент-Полі. У 1961 році став дияконом УАПЦ. Був переведений до церкви Покрови Пресвятої Богородиці у Філадельфії, де служив помічником священика і був диригентом церковного хору. Згодом став парохом Української православної церкви св. Юрія в Майнерсвілі, штат Пенсільванія. Помер 11 грудня 1969 року у Майнерсвілі. Похований на кладовищі Саут-Баунд-Брук.